# Carlo Rossetti
Carlo Rossetti o Roscetti (Ferrara, 1614 – Faenza, 23 novembre 1681) è stato un cardinale italiano.

## Biografia
Nacque a Ferrara nel 1614 da Alessandro, conte di Valdalbero, e di Margherita Estense Tassoni.
Papa Urbano VIII lo elevò al rango di cardinale nel concistoro del 13 luglio 1643. Il 4 maggio dello stesso anno fu nominato vescovo di Faenza, la cui cattedra mantenne fino al termine della sua vita.
Morì il 23 novembre 1681 all'età di 67 anni.

## Genealogia episcopale
La genealogia episcopale è:
- Cardinale Guillaume d'Estouteville, O.S.B.Clun.
- Papa Sisto IV
- Papa Giulio II
- Cardinale Raffaele Sansone Riario
- Papa Leone X
- Papa Clemente VII
- Cardinale Antonio Sanseverino, O.S.Io.Hieros.
- Cardinale Giovanni Michele Saraceni
- Papa Pio V
- Cardinale Innico d'Avalos d'Aragona, O.S.Iacobi
- Cardinale Scipione Gonzaga
- Patriarca Fabio Biondi
- Papa Urbano VIII
- Cardinale Cosimo de Torres
- Cardinale Francesco Maria Brancaccio
- Vescovo Miguel Juan Balaguer Camarasa, O.S.Io.Hieros.
- Papa Alessandro VII
- Cardinale Carlo Rossetti